# 1867 Deiphobus
1867 Deiphobus (1971 EA) là một Trojan của Sao Mộc được phát hiện ngày 3 tháng 3 năm 1971 bởi Carlos Ulrrico Cesco và Samuel, A. ở El Leoncito.